# Château de Torres Novas
Le château de Torres Novas est une ancienne fortification médiévale située dans la freguesia de Santa Maria, sur le territoire de la municipalité de Torres Novas (district de Santarém, Portugal),.
Il est classé Monument national depuis 1910.

## Historique
L'occupation humaine ancienne du site de Torres Novas est sujette à controverse. Certains auteurs l'attribuent traditionnellement aux Grecs (appelés Neupergama ou Kaispergama) et aux Romains (appelés Nova Augusta). D'autres attribuent encore la fondation de la colonie aux Celtes en 308 av. J.-C..
À en juger par les vestiges archéologiques de la présence romaine dans la région, il serait plausible de supposer que la colline était occupée par une force militaire, contrôlant la route reliant Conimbriga à Olissipo (Lisbonne). Plus récemment, les ruines d'une colonie romaine, Vila Cardilium, ont été découvertes ici.

### Le château médiéval
Il est certain qu'une colonie musulmane existait ici à l'époque de la Reconquête chrétienne de la péninsule Ibérique, dont la possession a dû fluctuer au gré des avancées et des reculs de la frontière. Il fut définitivement conquis par les forces commandées par Afonso Henriques (1112-1185) en 1148, après les conquêtes de Santarém et de Lisbonne l'année précédente.
On pense que le souverain renforça ses défenses, voire commença à reconstruire le château, lorsque la ville ajouta le nom de « Novas » à sa toponymie. Ainsi, bien qu'elle apparaisse sous le nom de « Torres » dans un document de 1159, elle apparaît déjà sous le nom de « Torres Novas » dans le testament du souverain, daté de 1179.
En 1184, les forces du calife almohade Abu Yaqub Yusuf I (1163-1184) campèrent à l'endroit encore connu aujourd'hui sous le nom d'Arraial, au sud-est de la ville. De là, elles attaquèrent la ville, rasèrent ses fortifications, puis se dirigèrent vers Santarém. Durant le siège, elles furent vaincues et l'émir mourut des suites de ses blessures.
Sous le règne de Sanche Ier, et probablement alors que la construction du château était encore en cours, la ville subit un nouvel assaut des forces almohades, désormais sous le commandement de Abu Yusuf Yaqub al-Mansur, frère du défunt Iúçuf, et tomba après un siège de dix jours (1190). Laissant une garnison à Torres Novas, les troupes de cette ville partirent assiéger Tomar. Les forces du roi Sanche Ier durent reprendre Torres Novas quelques mois plus tard, à tel point que, voulant accroître sa population et sa défense, le souverain émit sa première charte le 1er octobre de la même année, ordonnant la reconstruction de la fortification.
Dans le même but, Denis Ier (1279-1325) fonda les villages d'Atalaia, Tajeira et Asseiceira, entre Tomar et Golegã. Il fit également don des domaines de Torres Vedras et de son château à la reine Élisabeth de Portugal, après l'avoir rencontrée à São Bartolomeu de Trancoso. Ces domaines passèrent ensuite aux Infants, puis au prince Georges, restant dans la maison d'Aveiro, pour finalement être élevés au rang de duché de Torres Novas.
Après les luttes avec la Castille dans la seconde moitié du XIVe siècle, notamment le siège de 1372, le château subit des travaux d'agrandissement sous le règne du roi Ferdinand Ier (1367-1383), qui élargit l'enceinte de la ville. Les travaux commencèrent le 2 janvier 1374 et furent achevés en 1376.
Lors de la crise portugaise de 1383-1385, les forces de Jean Ier de Castille se rassemblèrent ici en octobre 1384, de retour du siège raté de Lisbonne cette année-là. L'année suivante, les forces de Jean Ier de Portugal (1385-1433) attaquèrent Torres Novas, forçant la garnison castillane de la ville à se replier sur le château. Quelques mois plus tard, les Portugais ayant remporté la bataille d'Aljubarrota, Torres Novas se rangea du côté du Portugal et reçut Antão Vasques comme alcaide-mor.

### DuXVIIIesiècleà nos jours
Au cours des siècles suivants, la ville perdit de son importance par rapport aux autres villes et le château sombra dans l'oubli.
Au XVIIIe siècle, il fut gravement endommagé par le tremblement de terre de 1755, à tel point qu'il fut définitivement abandonné. Quatre des tours et plusieurs pans de la muraille médiévale s'effondrèrent durant cette période. D'autres dommages furent enregistrés au début du XIXe siècle, pendant la guerre d'indépendance espagnole, lorsque la ville fut occupée par les troupes napoléoniennes. À mesure que la zone urbaine s'étendait, la muraille médiévale fut presque entièrement démolie.
Considéré comme Monument National par Décret du 23 juin 1910, il a subi des travaux de consolidation et de restauration dans les années 1940, menés par la Direction Générale des Bâtiments et Monuments Nationaux (DGEMN). Par la suite, dans les années 1970, de nouveaux travaux ont été réalisés pour restaurer l'Alcaidaria.

## Caractéristiques
Le château, de plan approximativement rectangulaire, avait des murs à l'origine gardés par neuf tours, délimitant la place d'armes.
L'enceinte de la ville était à l'origine divisée par trois portes, qui ont aujourd'hui disparu, avec seulement une section restante à l'est du château.

## Galerie

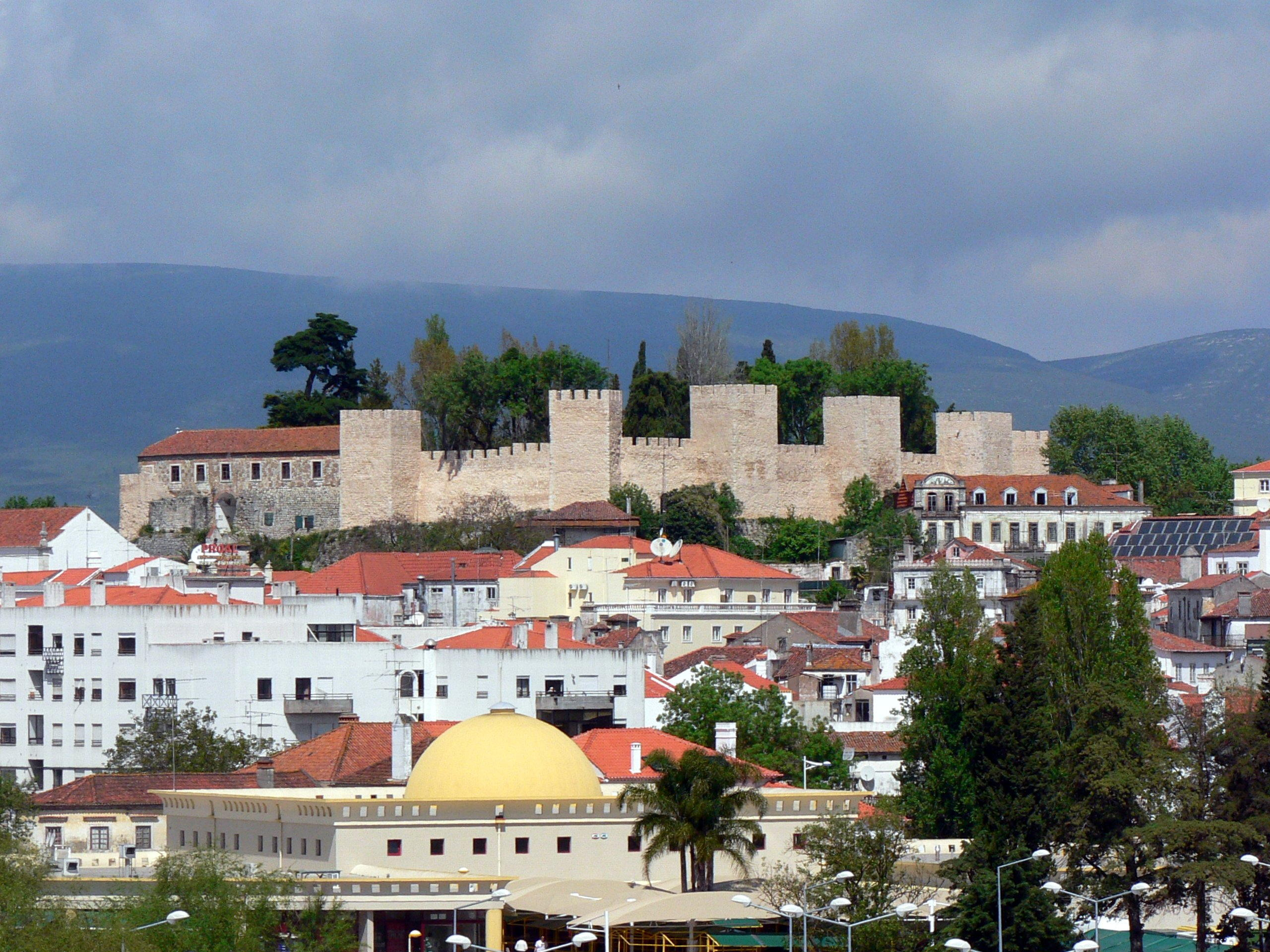
Le château surplombant la ville.
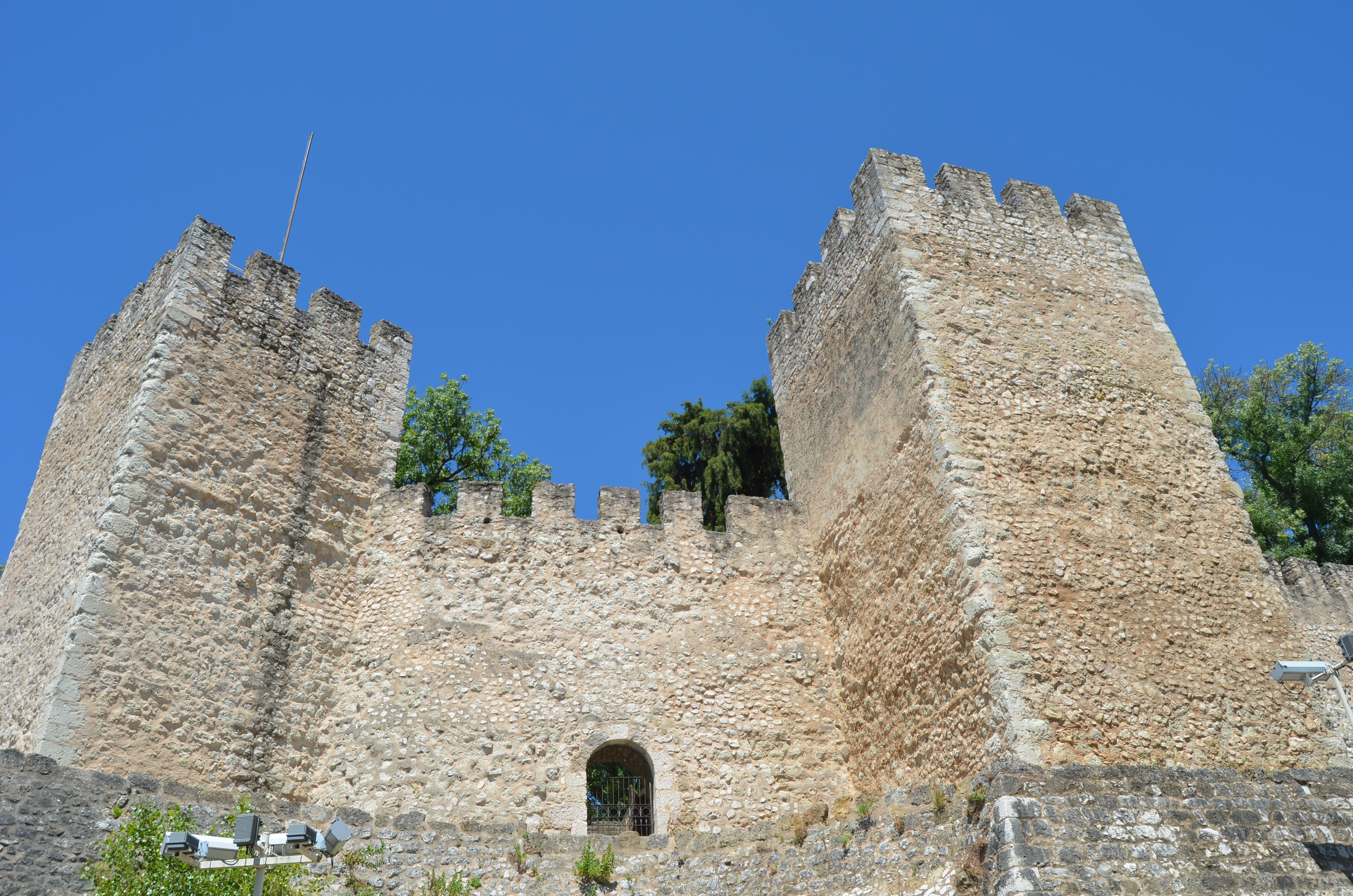
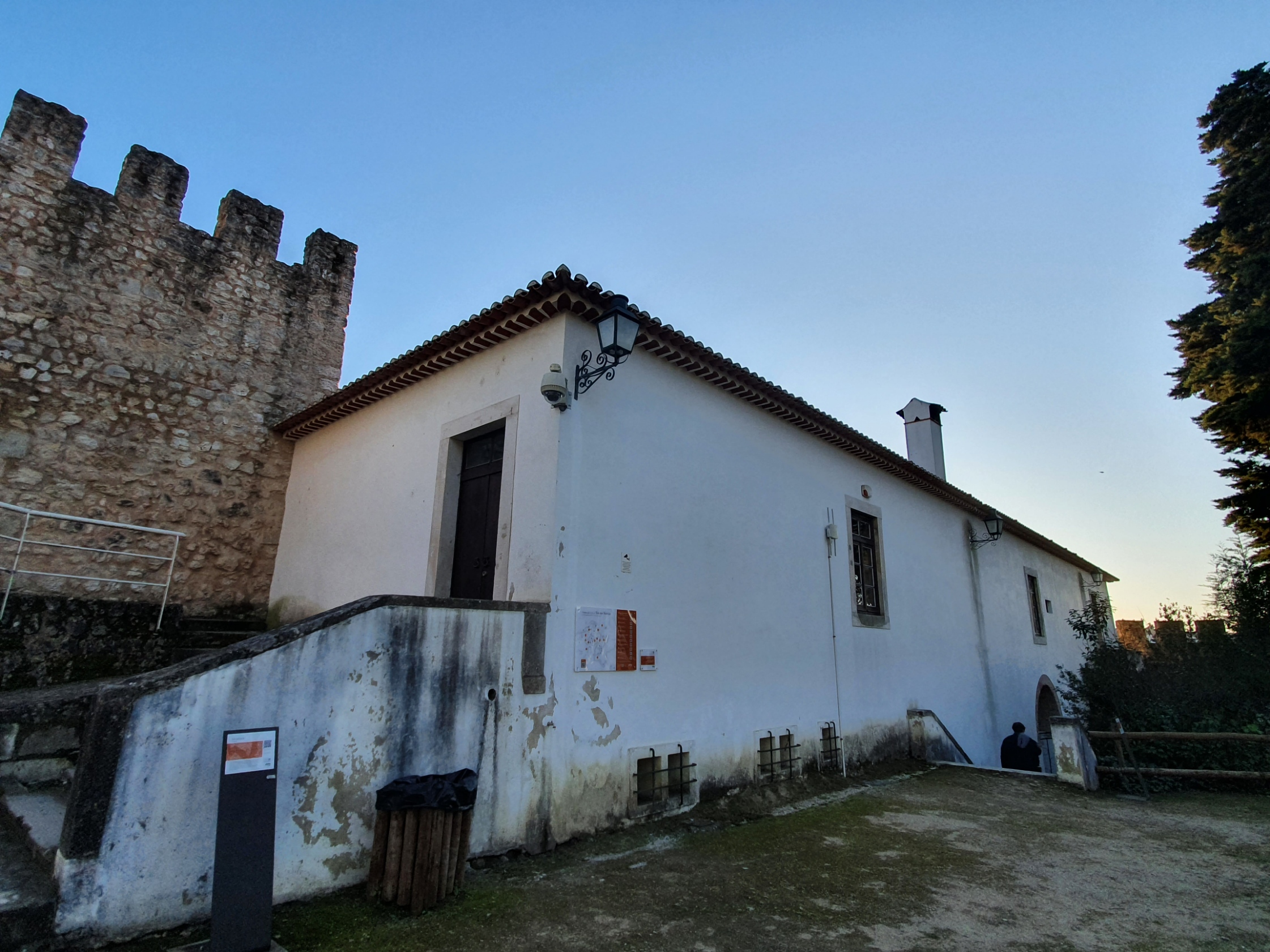
L'Alcaidaria restaurée.
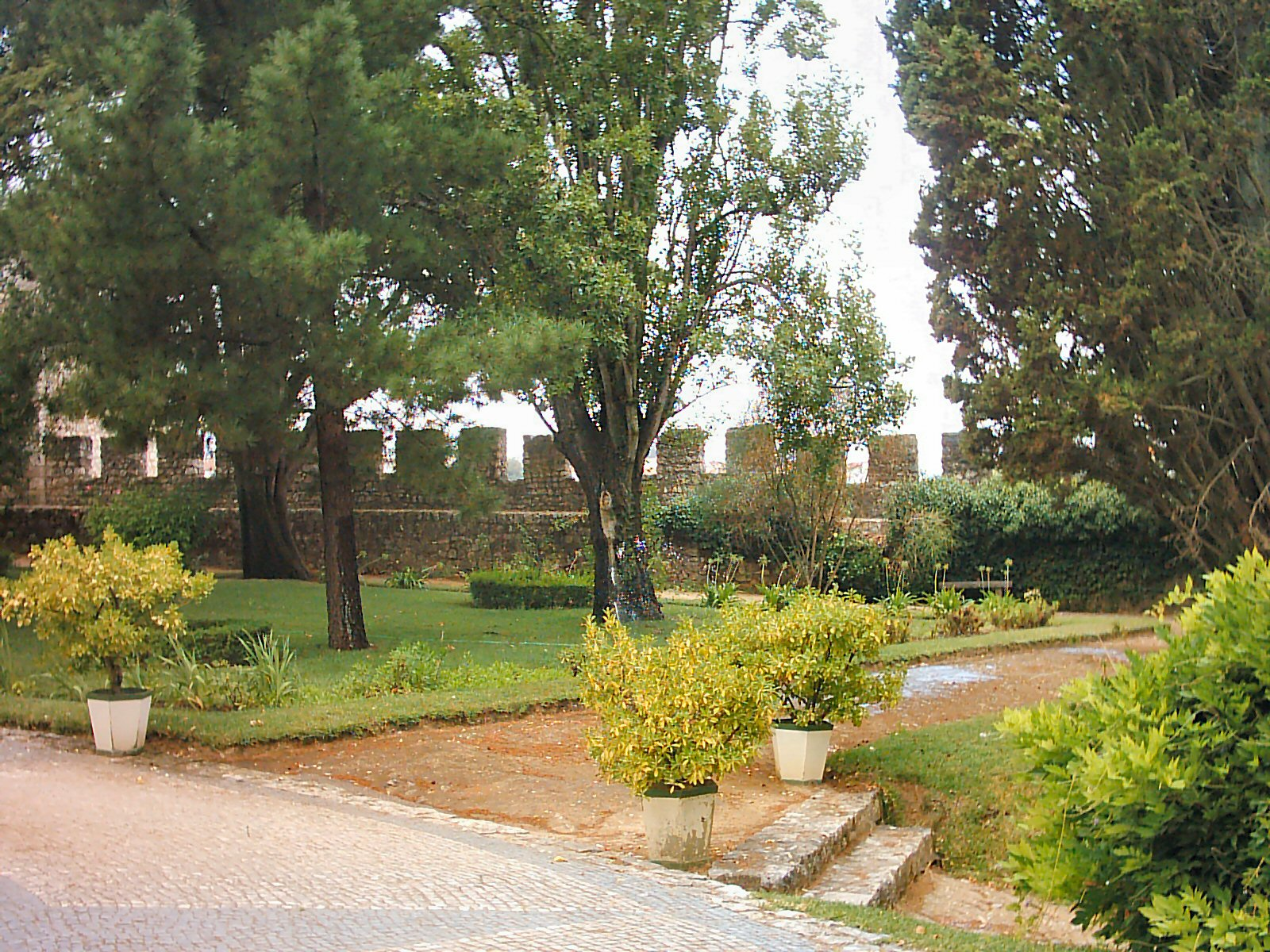
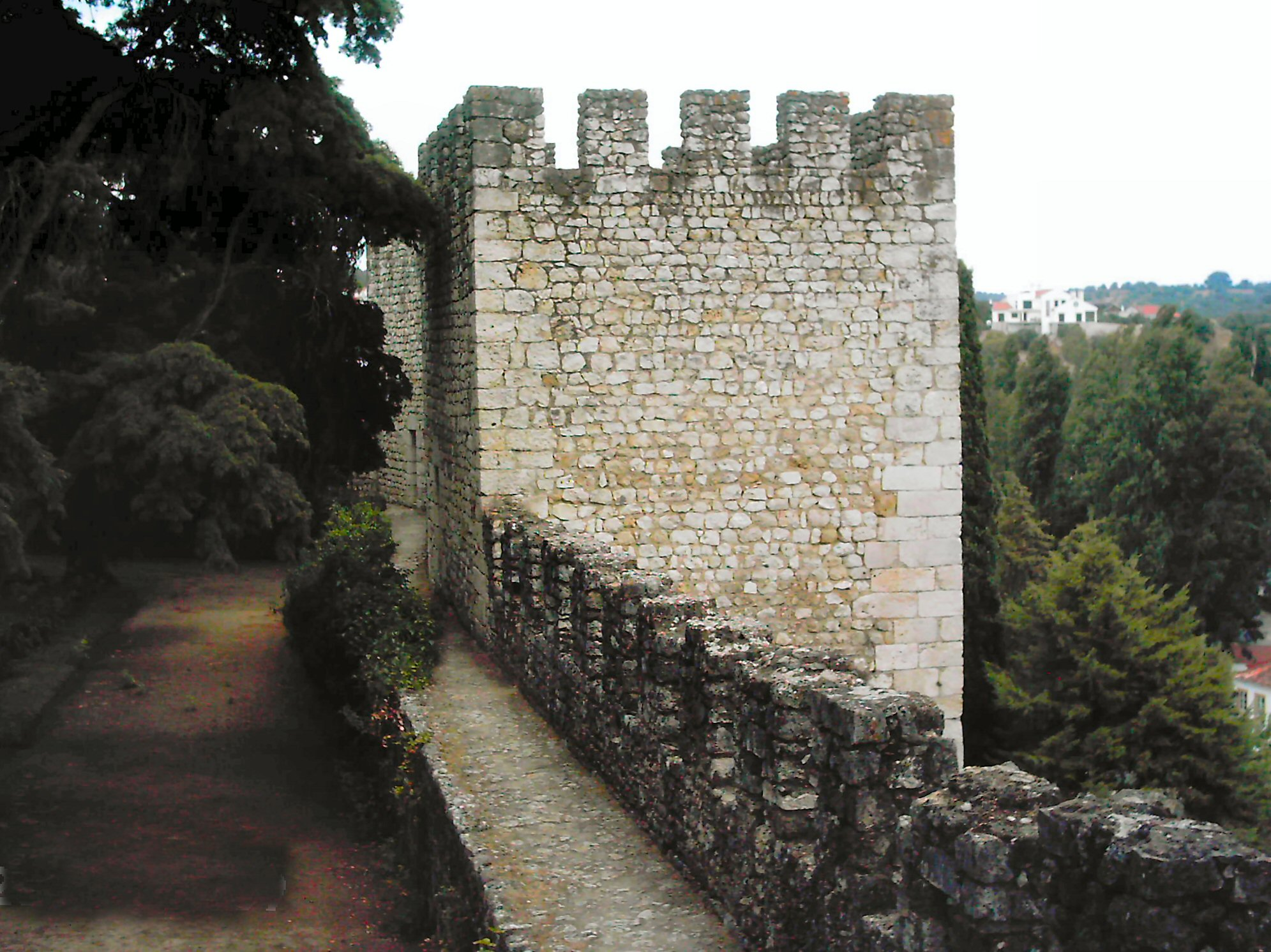